# Glândula de Zeis
As glândula de Zeis são glândulas sebáceas localizadas na pálpebra junto dos cílios palpebrais. São assim denominadas em homenagem ao oftalmologista alemão Eduard Zeis (1807-1868).